# سندرم قاضی–مارکوئیزوس
سندرم قاضی–مارکوئیزوس (انگلیسی: Qazi–Markouizos syndrome) که با نام «سندرم هیپوتونی نوزادی پورتوریکویی» هم شناخته می‌شود، یک بیماری نادر ژنتیکی است که مشخصه‌اش، هیپوتونی مادرزادی غیر پیشرونده، کم‌توانی ذهنی شدید و افزایش نسبت فیبرهای عضلانی نوع ۲ است که به نوبهٔ خود، منجر به افزایش اندازه این فیبرها و همچنین بلوغِ ناهنجار اسکلتی در فرد می‌گردد.
تا به امروز، مکانیسم دقیق مولکولی این بیماری، ناشناخته باقی مانده‌است.